# Wally Hardinge
Harold Thomas William Hardinge-detto Wally- (Londra, 24 febbraio 1886 – 8 maggio 1965) è stato un calciatore, allenatore di calcio e crickettista inglese, di ruolo attaccante.

## Carriera

### Club
Ha sempre giocato nel campionato inglese.

### Nazionale
Con la nazionale inglese ha giocato una partita nel 1910.

## Palmarès

### Giocatore

#### Competizioni nazionali
- Campionato inglese: 1

Newcastle: 1906-1907